# Камъшлъбаш
Камъшлъбас (Камъслъбас, Камъстъбас) (на казахски: Қамыстыбас; на руски: Камыслыбас, Камыстыбас) е солено-сладко езеро в южната част на Казахстан (северозападната част на Къзълординска област), разположено северно от делтата на река Сърдаря, на 55 m, като се съеденява с глания ръкав на делтата ѝ чрез проток. Простира се от югозапад на североизток на протежение от 27 km, ширина до 8 km, площ 176 km², дълбочина до 10 m. Бреговете му са предимно стръмни. Площта и солеността на езерото са много изменчиви. По време на пролетно-лятното пълноводие на Сърдаря част от водите ѝ постъпват в него и то увеличава площта си до 213 km², а солеността му значително намалява, а в някои години става и сладководно. На 2 km източно от него е разположено едноименното село, разположено на жп линията Москва – Ташкент.